# S33005
S33005，是一种含氮有机化合物，化学式C18H27NO2，化学结构上与文拉法辛相似，也能作为5-羟色胺和去甲肾上腺素再摄取抑制剂（SNRI），由Servier实验室研发。